# Штюрц, Эмиль
Эмиль Эрих Артур Герман Штюрц (нем. Emil Erih Arthur Herman Stürtz; 15 ноября 1892, Вибс, Алленштейн, Восточная Пруссия — 31 декабря 1945), партийный и государственный деятель эпохи нацистской Германии, гауляйтер гау Курмарк (1936—1945), обер-президент Бранденбурга (1936—1945), обер-президент Позена — Западной Пруссии (1936—1938), обергруппенфюрер НСКК.

## Биография
Во время Первой мировой войны 1914—1918 годов служил в ВМФ на линейном крейсере «Зейдлиц». В 1918 году из-за тяжёлого заболевания был признан неспособным к корабельной службе и как инвалид отправлен на пенсию. После этого он работал в ремонтной мастерской и был автомобилистом.
28 декабря 1925 года вступил в НСДАП (партбилет № 26 929). С 1926 года — руководитель прессы и пропаганды ортсгруппы Хаттинген, крейзлейтер Дортмунда. С 1929 года — руководитель района Зигерланд. 17 ноября 1929 года избран членом Вестфальского провинциального ландтага, руководитель фракции НСДАП. С июня 1930 — управляющий делами гау «Вестфалия — Юг». С 1 октября 1930 года — заместитель гаулейтера Южной Вестфалии.
14 сентября 1930 года избран депутатом Рейхстага от Южной Вестфалии. С 1933 года — прусский государственный советник.
После того, как по решению Высшего партийного суда НСДАП Вильгельм Кубе 7 августа 1936 года был снят со своих постов, на его место гауляйтером гау Курмарк (с 1940 — Марк-Бранденбург) был назначен Штюрц. В сентябре 1936 года стал исполняющим обязанности, а с февраля 1937 года — обер-президентом прусских провинций Бранденбург и Позен-Западная Пруссия (упразднена 1 октября 1938 года).
С 1 сентября 1939 года — имперский комиссар обороны 3-го военного округа, с 16 ноября 1942 года — имперский комиссар обороны Бранденбурга.
21 апреля 1945 года во время Битвы за Берлин Штюрц пропал без вести.
Проживавшая после 1945 года в Дюссельдорфе жена Штюрца через 10 лет его поисков подала иск о признании его умершим. В итоге, суд Дюссельдорфа 24 августа 1957 года объявил Штюрца умершим и установил условную дату его смерти 31 декабря 1945 года. Предполагалось, что он был взят в плен советскими войсками и умер в заключении в СССР.